# CLUSTER
Консорціум, що об’єднує науково-технічні університети для освіти та досліджень (англ. Consortium Linking Universities of Science and Technology for Education and Research) (CLUSTER) — це сукупність дванадцяти європейських університетів, які зосереджуються на науці та інженерії. Між університетами проводяться спільні програми та студентські обміни. У центрі уваги мережі – курси та навчальні програми, мета яких полягає в тому, щоб запропонувати студентам привабливі обміни між найкращими технологічними інститутами Європи, а також партнерство з подвійними дипломами на рівні другого та третього циклу, спільне фінансування заявок на курси та навчальні програми., обмін для цілей порівняльного аналізу та підходів до питань політики на рівні ЄС.
Президентом CLUSTER є Таня Брюль, президент Технічного університету Дармштадта.

## Місія
Мережа CLUSTER націлена на:
- навчання професіоналів, щоб керувати розробкою змінних парадигм рішень для майбутніх суспільних викликів для добробуту суспільства та глобальної спільноти.
- впровадження інновацій у стале використання природних ресурсів, перетворення та ефективність енергії, боротьба зі зміною клімату, надання рішень для здоров’я та благополуччя для створення нових робочих місць і процвітання.
- проведення далекоглядних, перспективних досліджень, спрямованих на сприяння покращенню суспільства та прогресу шляхом відповідального використання науки та технологій.

## Діяльність
Діяльність CLUSTER включає організацію подвійного докторського ступеня та сприяння студентським обмінам, інтернаціоналізації навчання та передачі передового досвіду з одного університету в інший. Консорціум також бере участь у широкій співпраці з китайськими технологічними університетами. Університет Аалто є членом CLUSTER з 2003 року.

## Члени

### Активні члени
Університети-учасники:
| Університет                            | Країна     |
| -------------------------------------- | ---------- |
| Королівський технологічний інститут    | Швеція     |
| Politecnico di Torino                  | Італія     |
| KU Leuven                              | Бельгія    |
| Технологічний інститут Карлсруе        | Німеччина  |
| Grenoble Institute of Technology       | Франція    |
| Instituto Superior Técnico             | Португалія |
| Триніті-коледж (Дублін)                | Ірландія   |
| Університет Аалто                      | Фінляндія  |
| Дармштадтський технічний університет   | Німеччина  |
| Технічний університет Ейндговена       | Нідерланди |
| École Polytechnique de Louvain         | Бельгія    |
| Каталонський політехнічний університет | Іспанія    |

### Асоційовані члени
Хоча кількість членів Кластеру залишається стабільною протягом багатьох років, мережа створює нові зв’язки з провідними університетами за межами Європи. Ці асоційовані члени:
| Університет                        | Країна   |
| ---------------------------------- | -------- |
| Політехніка Монреаля               | Канада   |
| Університет Цінхуа                 | КНР      |
| Томський політехнічний університет | Росія    |
| Університет Сан-Паулу              | Бразилія |